# Hakama

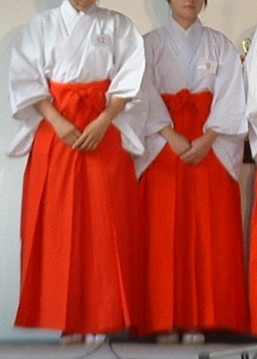
Mikóhakama

A hakama (袴) tradicionális japán öltözék. Eredetileg csak férfiak viselték, de ma már mindkét nem képviselői hordják. Ezt a viseletet a deréknál kötik meg és bokáig ér. A hakamát kimonó fölött viselik (hakamasita).
Két fajta hakama létezik: az egyik az umanori (馬乗り, ’szó szerint lovagló hakama’) a másik pedig az andon hakama (行灯袴). Az umanorinak két lábrésze van, hasonlóan a nadrághoz. A "hegyi" vagy "mezei" típusú unamori hakamát hagyományosan az erdei-mezei munkások hordták. Ezek lazábbak voltak a deréknál és szűkebbek a lábnál.
A hakamát négy szíj (himo) rögzíti: két hosszabb himo két oldalról az öltözet elején megkötve, és két rövidebb himo két oldalról megkötve hátul. A ruha hátsó részének van egy merev trapézszerű része, ez a kosi-ita (腰板; Hepburn: koshi-ita). Ez alatt van belül a hakama-dome (袴止め), amely az obiba van betűrve a hátulsó részen, és segíti a hakamát a helyén tartani.
A hakamának hét mély redője van, kettő hátul, öt elöl. Ezek a bevágások a hét busidó erényt jelképezik. Annak ellenére, hogy egyenletesnek látszanak, az elülső redők elrendezése aszimmetrikus.

## Férfihakama

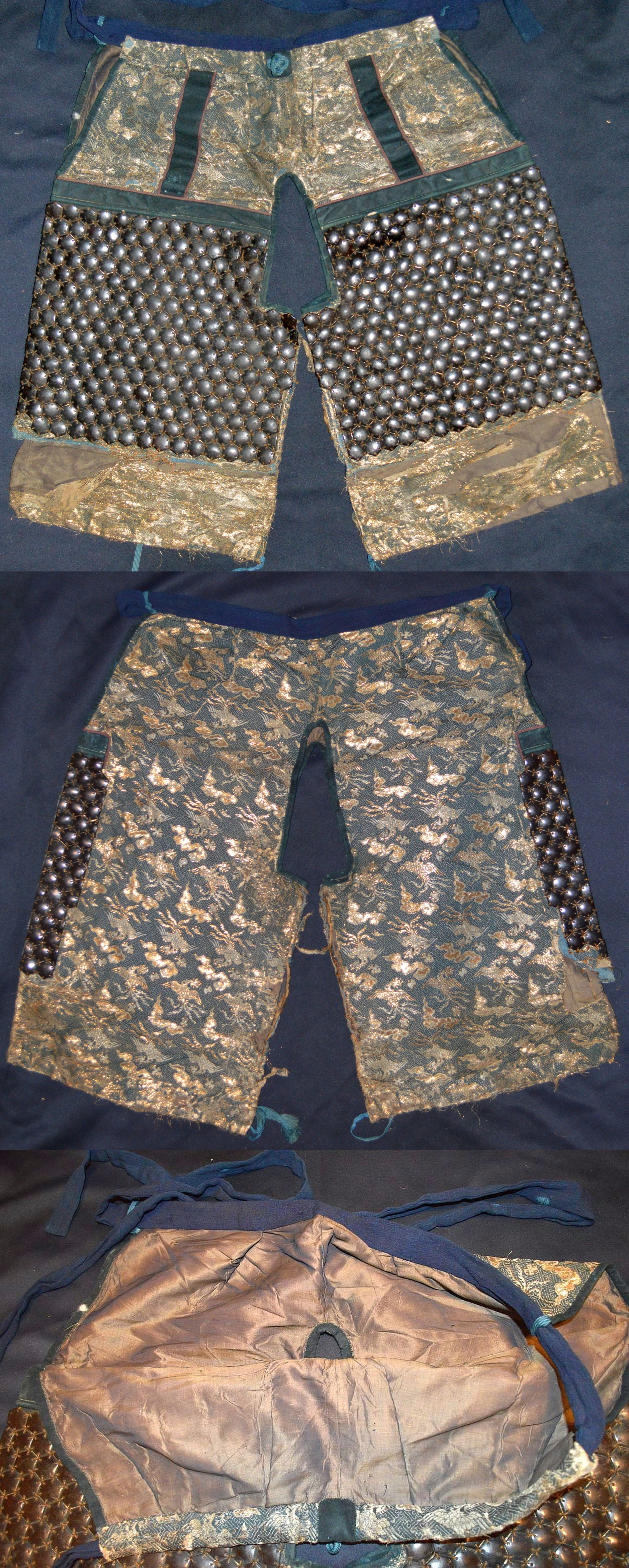
Kikko kobakama, rövid nadrág kikko páncéllal, joroi hakama egy típusa.

A legformálisabb típusú hakama kemény, csíkos selyemből készül, általában fekete és fehér, vagy fekete és kék színűek. Ezek fekete moncuki kimonóval, fehér tabival, fehér nagadzsubannal és különböző típusú lábbelikkel viseletesek. Hidegebb időkben a moncuki haori és a fehér haori-himo egészíti ki az öltözéküket.
Hakama bármely kimonóval hordható, kivéve a jukatát (könnyű nyári kimonó, lazításra, alvásra vagy fesztiválokra). A csíkos hakamát általában formális kimonóval viselik, de ha a csíkok nem fekete, szürke és fehér színűek, akkor hétköznapibb öltözékként is funkcionálhat.
Míg a fehér hakama régebben a férfiak mindennapi viseletéhez tartozott, manapság már csak kifejezetten hivatalos eseményeken , teaszertartásokon, esküvőkön és temetéseken veszik fel. Hakamát a harcművészet gyakorlói is hordják (kendó, aikidó, rjú-te). Szumóharcosok, bár a küzdelem során nem viselnek hakamát , nyilvános feltűnések alkalmával kötelezően kell viselniük ezt a tradicionális japán ruhát.

### Kamisimo, kataginu és naga-bakama

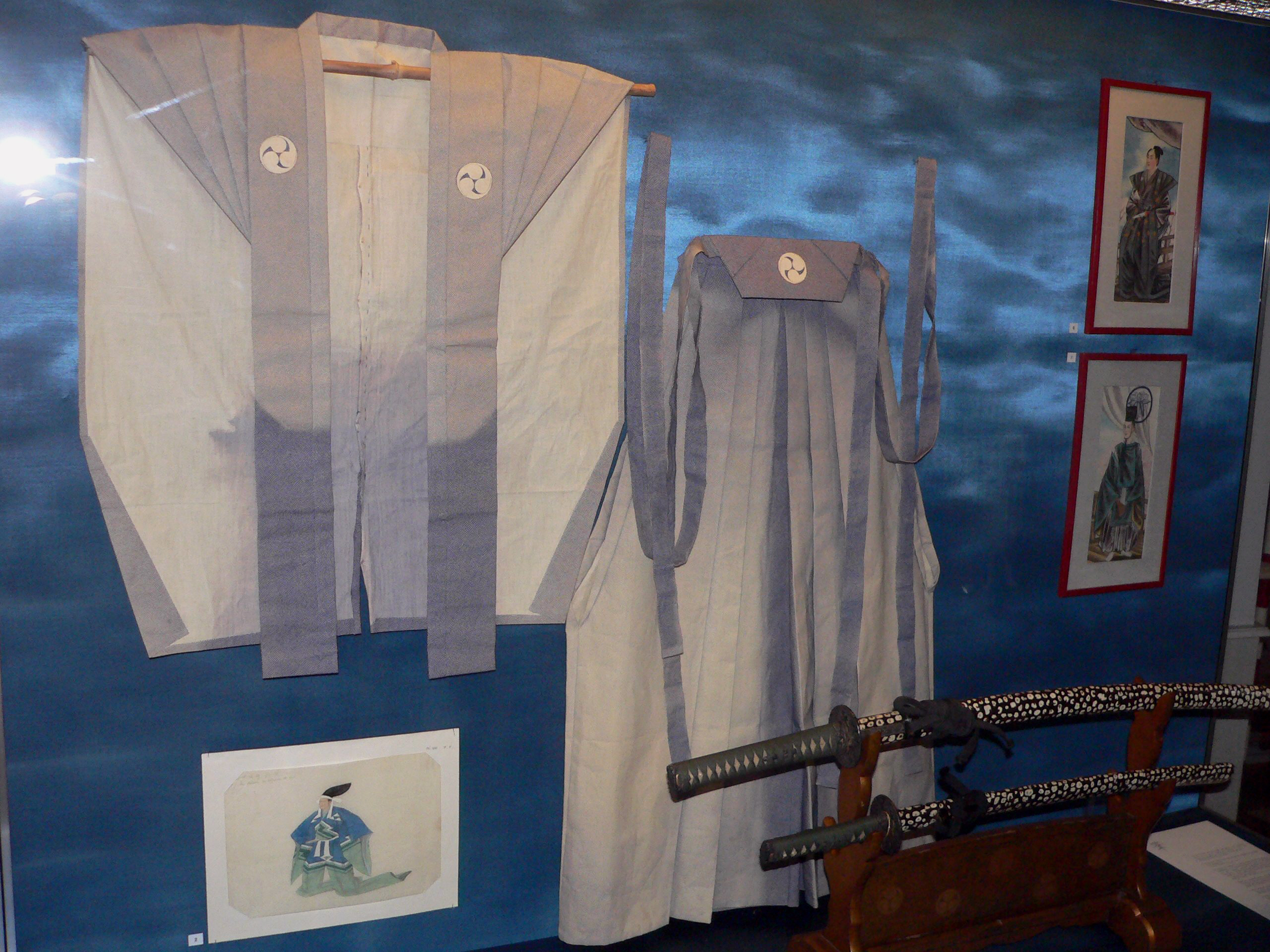
Edo-kori kamisimo

A hakama eredetileg egy része volt a teljes öltözetnek, a kamisimónak (上下 vagy 裃). Szamurájok és udvaroncok viselték az Edo-korszak alatt. A hakama mellett még egy kimonó és egy öv kapott helyet, amelyen a kardot tartották. Az ujjatlan köpeny kemény bőrből készült, kihangsúlyozott, bőr vállrészekkel. Ezek ugyan egy penge vágását nem állították meg, de lelassították annyira, hogy megfelelő reakciót váltson ki a viselőjéből.
A szamurájok a sógunt és más magas rangú daimjót látogatva néha kénytelenek voltak hosszú hakamát viselni (naga-bakama). Ezek teljesen a hagyományos hakamát idézték, kivéve a figyelemreméltó hosszágukat elöl-hátul, amely két láb hosszúságú uszályt képezett. Naga-bakama ma már csak a nó és kabuki színházakban, továbbá sintó szertartásokon viseletes.

### Karuszan-bakama
Némely hakamának a Szengoku korszak alatt szűkebb volt a szegése annak érdekében, hogy bő hatást keltsen. Ez a szabás kitartott az Edo-korszakban is, melyet aztán karuszan-bakamának neveztek el. Másik ismert neve a taccuke-hakama.

### Szasinuki hakama
Ez a fajta hakama lazán ráhajlik a lábra, nyitottan hagyva a lábfejet. Hogy ezt a hatást elérjék, a hakama valamivel hosszabb, mint a hagyományos, és egy fonál halad végig szorosan a szegélynél, ezzel keltve bő hatást. A formálisabb szasinuki hat rétegű volt, nem pedig négy. Elméletileg ez a boka körüli fonál a szasinukit a kukuri (kötött) hakama egy fajtájává teszi. Korábbi formája a szasinukinak úgy volt szabva, mint a normális hakama (egy kicsit hosszabb volt), és egy fonál futott végig mindkét láb szegélyénél. Ezek a fonalak szorosan össze voltak húzva, és a bokához voltak kötve. Az udvari nemesek ezt viselték a Heian-korszak alatt.

### Joroi hakama
A j oroi hakama a szamuráj harcosok viselete, kis páncéllemezekből állt, amelyeket beleszőttek a hakamába.

## Női hakama
A női hakama több mindenben különbözik a férfiakétól, a legfeltűnőbb különbség az anyag mintája és a kötés módja.
Míg a férfiak viselhetik hivatalos és hétköznapi alkalmakkor, addig a nők inkább csak bizonyítványosztó ünnepségen vagy hagyományos japán sportok gyakorlása alatt veszik fel, mint például a kjudó, aikidó és kendó. A kimonót vagy hakamát viselő nő képét általában a tanárokkal hozzák kapcsolatba. Japánban sok tanárnő tradicionális kimonóban vagy hakamában jelenik meg az év végi ceremóniákon.
A legjellegzetesebb jelkép a női hakamákról a mikók vagy papnők, akik részt vesznek a szertartásokon. A papnők egyenruhája fehér kimonóból és piros hakamából áll.

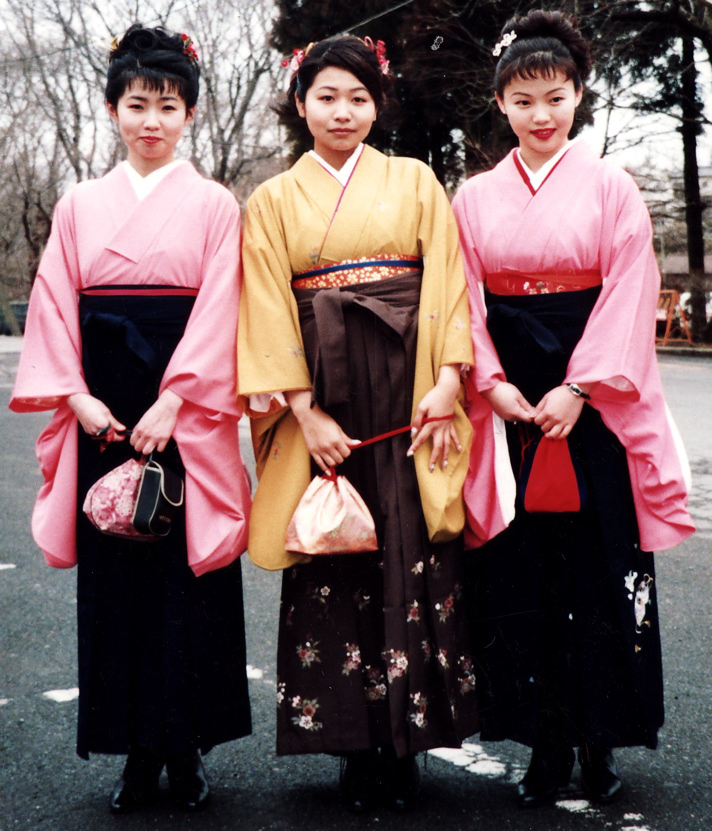
Hölgyek a bizonyítványosztó ceremónián

A bizonyítványosztó ünnepségeken a hölgyek virágokkal hímzett hakamát hordanak. A férfiakkal ellentétben a nők nem a derekuknál kötik meg az övet, hanem a csípőjüknél.

## Hakama megkötése
A férfiak esetében sokféle módszer létezik a hakama megkötésére. Először is az obit egy speciális csomóban hátul megkötik. Az elülső résztől kezdve a szíjakat deréknál körbetekerik és keresztbe teszik az obi fölött. Ezután ismét előre hozzák és keresztbe teszik a derék alatt, majd hátul az obi alatt megkötik. A hakama-domét behajtják az obiba, majd a hátsó szíjakat előre húzzák és megköthetik különféle módon. A leggyakrabban használt módszer egy olyan hurok, ami két keresztbe tett csokornyakkendőre hasonlít.
A női hakamánál a megkötés szintén különbözik az ellenkező nemtől, az övék egy sokkal egyszerűbb hurok. Ahogy a férfiakénál, úgy náluk is az elülső szíjakat először hátra, majd előre húzzák, aztán csomót kötnek hátul. Ezután a hátsó himót előre tekerik. Ennél a pontnál hurkot köthetnek rá a csípőnél a bal oldalon. A biztosabb tartás érdekében a himót elbujtathatják középen, majd hátul belülről megköthetik.

## Hakama hajtogatása

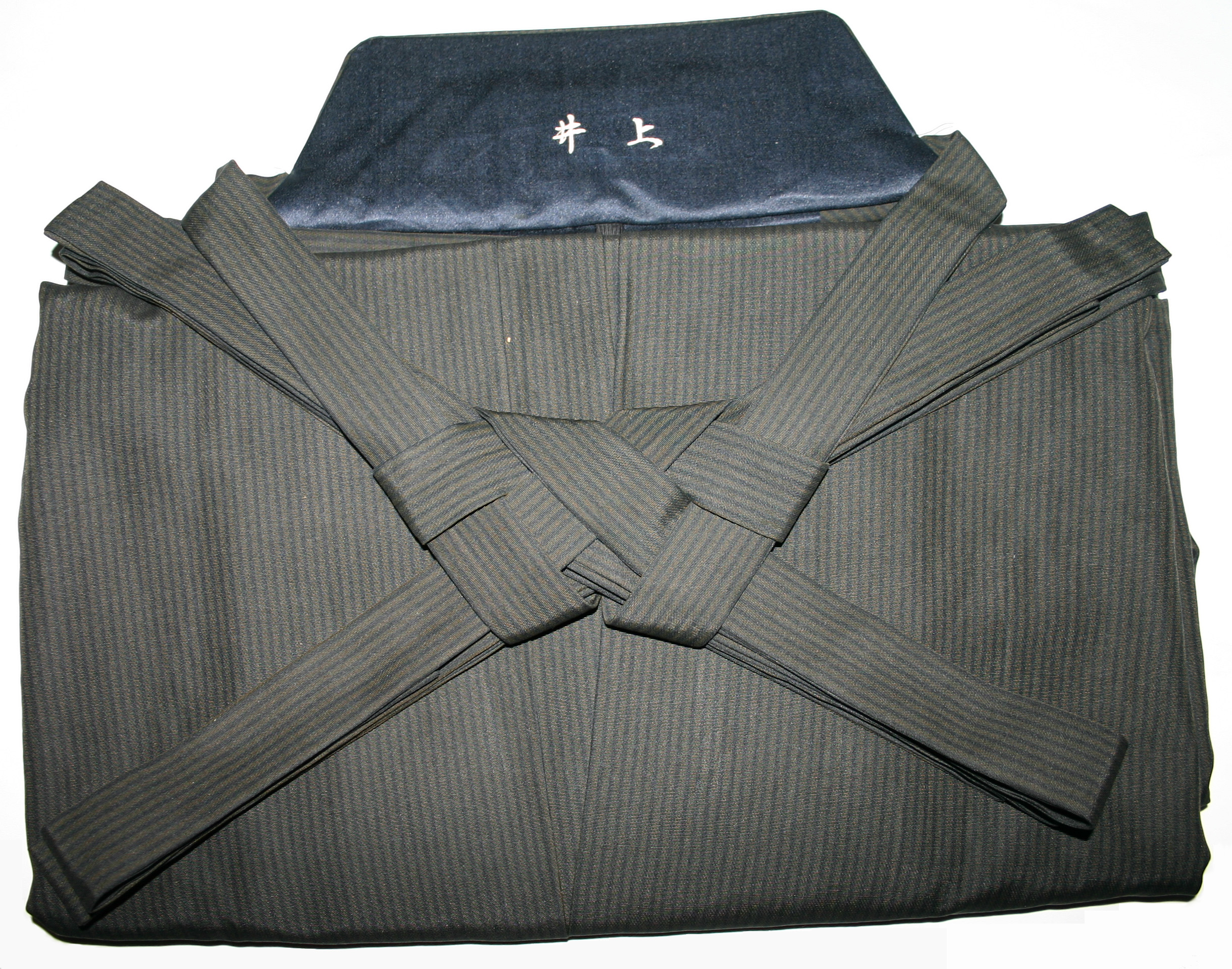
Összehajtogatott hakama

Mint ahogyan az összes tradicionális japán viseletnél, a hakamánál is nagyon fontos a helyes hajtogatás és tárolás annak érdekében, hogy megelőzzék a károkat és meghosszabbítsák az élettartamát – különös tekintettel azokra, amelyek selyemből vannak. Ennél az öltözéknél kiváltképpen fontos, mivel sok redője van, amelyek könnyen elveszíthetik a formájukat.
A hakama összehajtogatását gyakran nagy kihívásnak tekintik, részben a redők, részben pedig a kötésük miatt, amelyet pontosan kell simítani és összehúzni, mielőtt megkötnék a sajátos minta alapján.
Különböző harcművészeti hagyományokban a gyakorló tanítványok az előírt módszer alapján hajtogatják a hakamát, ami fontos részét képezi az etikettnek. Néhány harcművészetben az ősi hagyományokhoz tartozik, hogy a legmagasabb fokozatú tanítványnak kötelessége a mester hakamáját összehajtogatnia, tiszteletének zálogául.